# کیو آلوما
کیو آلوما (انگلیسی: Keve Aluma؛ زادهٔ ۳۱ دسامبر ۱۹۹۸) بازیکن بسکتبال اهل ایالات متحده آمریکا است.